# Untangle
Untangle es una empresa privada que ofrece una pasarela de red (network gateway) de código abierto para pequeñas empresas. Untangle ofrece muchas aplicaciones como el bloqueo de correo electrónico no solicitado (spam), bloqueo de software malicioso (malware), filtrado de web, protección contra robo de información sensible (phishing), prevención de intrusiones, y más sobre la Plataforma Untangle Gateway.
Untangle fue fundada en 2003 como Metavize, Inc. por John Irwin y Dirk Morris. Metavize se lanzó oficialmente en 2005 en Demo@15!. En 2006, Metavize recaudó $10.5 Millones de dólares a través de una financiación por parte de las empresas CMEA Ventures y Canyon Ventures y Asociados, nombró a Bob Walters como CEO (Presidente de la compañía), y cambió su nombre a Untangle, Inc. En 2007, Untangle lanzó la Plataforma Untangle Gateway de código abierto (Open Source) bajo la licencia GPL (versión 2).
En 2007, Untangle también experimentó un crecimiento significativo y superó 100.000 usuarios repartidos en 2000 organizaciones.